# پرواز شماره ۶۱۰ یونایتد ایرلاینز
پرواز شماره ۶۱۰ یونایتد ایرلاینز (به انگلیسی: United Airlines Flight 610) یک پرواز شرکت یونایتد ایرلاینز از سالت لیک سیتی به مقصد دنور بود که در آن ۴۵ مسافر و ۵ خدمه حضور داشتند، در تاریخ ۳۰ ژوئن ۱۹۵۱ در فورت کالینز دچار سانحه شد و ۵۰ نفر جان باختند.